# Bukan
Bukan (persisch بوکان, kurdisch auch Bokan) ist eine Stadt im Nordwesten Irans.
Bukan hat rund 169.000 Einwohner und ist die zweitgrößte Stadt der Provinz West-Aserbaidschan. Sie liegt südlich des Urmia-Sees auf etwa 1300 Meter über dem Meeresspiegel. Der Name bukan leitet sich mutmaßlich vom kurdischen Wort būk-ān ab, das „Bräute“ bedeutet. Die Bevölkerung von Bukan besteht aus Kurden.

## Söhne und Töchter der Stadt
- Sadegh Scharafkandi (1938–1992), Vorsitzender der Demokratischen Partei Kurdistan-Iran von 1989 bis 1992